# Endocrinologie
L'endocrinologie est une discipline de la médecine qui étudie les hormones. Son nom signifie : l'étude (logos) de la sécrétion (crine) interne (endo). Elle étudie de très nombreux phénomènes physiologiques, car les hormones interviennent dans de nombreuses fonctions chez de nombreux organismes dont l'Homme :
- la nutrition :
  - les hormones régulatrices de la glycémie comme l'insuline et le glucagon,
  - la leptine qui régule les réserves de graisses dans l'organisme,
  - la ghréline qui stimule l'appétit, et la PYY-36 qui donne une sensation de satiété pendant plusieurs heures ;
- la croissance, avec les différentes hormones de croissance ;
- la reproduction : la puberté, mais aussi les cycles menstruels de la femme, la grossesse et la lactation (fabrication de lait) ;
- la régulation de la température corporelle, avec les hormones thyroïdiennes ;
- la régulation des cycles circadiens avec la mélatonine.

Chez certaines autres espèces animales, les hormones ont encore d'autres effets : le changement de sexe chez certains poissons, le changement de comportement chez les abeilles, la mue chez certains insectes (régulée par l'ecdysone)…
Les hormones sont un moyen pour l'organisme de communiquer des informations en son sein, grâce principalement à des molécules transportées par le sang.

## Histoire
L'endocrinologie a commencé en Chine au IIe siècle av. J.-C. Les Chinois isolaient à des fins thérapeutiques des hormones sexuelles et pituitaires à partir de l'urine humaine. Ils ont utilisé des méthodes nombreuses et complexes, comme la sublimation des hormones stéroïdiennes. Une autre méthode décrite par des textes chinois, le plus ancien datant de 1110, évoque l'utilisation de saponine, issue de fèves de Gleditsia sinensis (en), pour extraire les hormones. Le gypse, contenant du sulfate de calcium, a également été utilisé.
La plupart des tissus et des glandes du système endocrinien avaient déjà été identifiés par les premiers anatomistes. Mais les Grecs anciens et penseurs romains, tels Aristote, Hippocrate, Lucrèce, Celse, Galien, etc. ont privilégié la théorie humorale pour expliquer le fonctionnement biologique et la maladie. Cette approche est restée dominante jusqu'au XIXe siècle, où la théorie microbienne, la physiologie et les bases de la physiopathologie se sont développées.
En 1849, Arnold Berthold remarque que la crête et les barbillons ne se développent pas chez les coqs castrés et qu'ils adoptent un comportement moins masculin. Il constate que le fait de réintroduire des testicules dans la cavité abdominale du même coq ou d'un autre coq castré permet un développement comportemental et morphologique normal. Il en conclut que les testicules sécrètent une substance, transportée par le sang, qui agit sur la physiologie du coq. Mais deux autres hypothèses sur l'action des testicules étaient également envisageables : la modification ou l'activation d'un constituant du sang, ou bien le retrait d'un facteur inhibiteur contenu dans le sang. L'existence d'une substance qui engendre les caractéristiques masculines a été démontrée ultérieurement avec de l'extrait de testicules sur des animaux castrés. Puis la testostérone cristalline pure a été isolée en 1935.

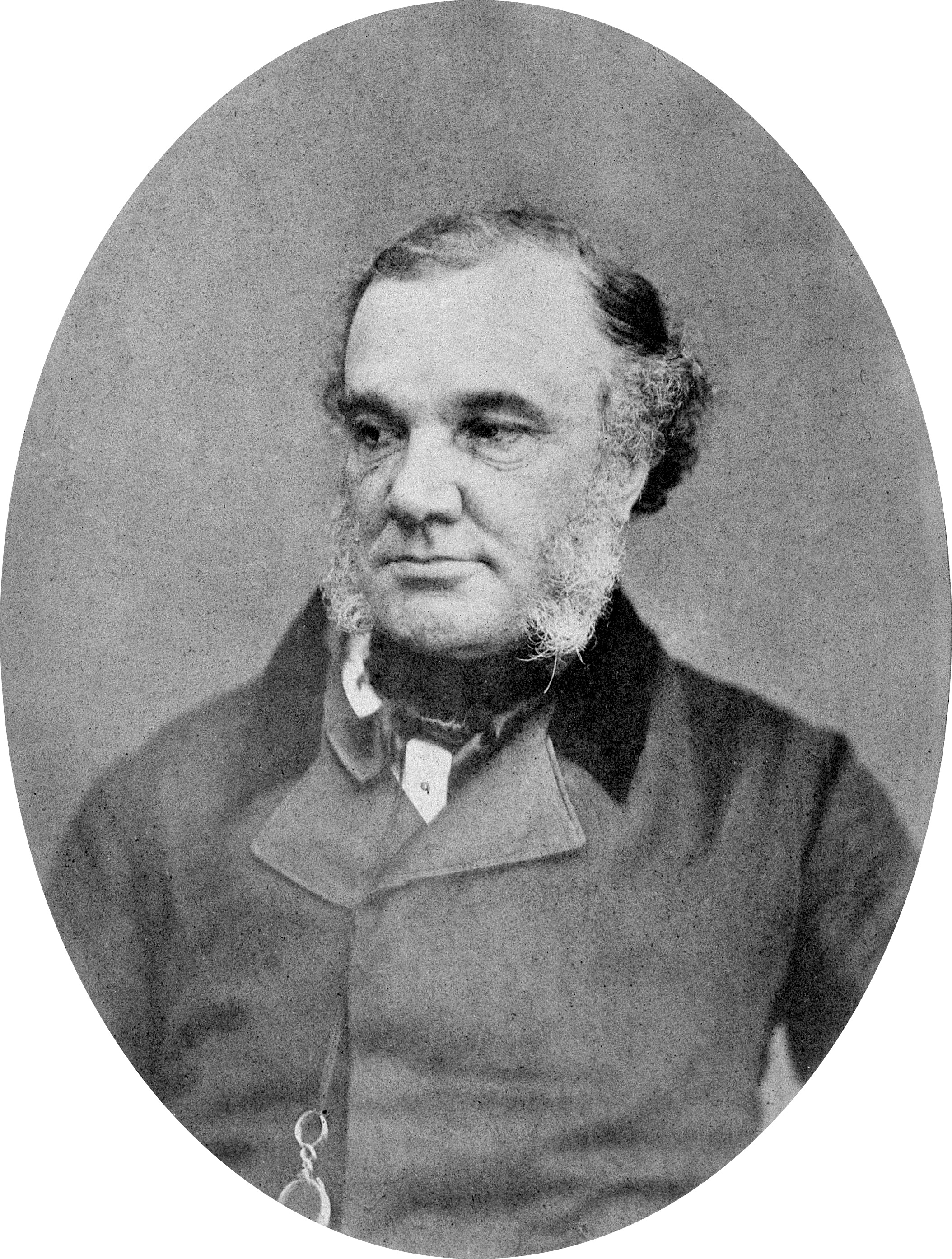
Thomas Addison.

La maladie de Basedow reprend le nom d'un médecin allemand, Carl von Basedow, qui a décrit un cas de goitre avec exophtalmie en 1840. Cependant, des rapports antérieurs sur cette maladie avaient déjà été publiés par le médecin irlandais Robert James Graves, avec la même constellation de symptômes en 1835, par les Italiens Giuseppe Flajani et Antonio Giuseppe Testa, en 1802 et 1810 respectivement, et par le médecin anglais Caleb Hillier Parry (un ami d'Edward Jenner) à la fin du XVIIIe siècle. Thomas Addison a été le premier à décrire la maladie d'Addison en 1849.
En 1902, William Bayliss et Ernest Starling ont observé dans une expérience que l'instillation d'un acide dans le duodénum provoquait un début de sécrétion du pancréas, et ce même après avoir supprimé toutes les connexions nerveuses entre les deux. Le même résultat pouvait être obtenu par l'injection d'un extrait de muqueuse du jéjunum dans la veine jugulaire, ce qui montrait que certains facteurs contenus dans cette muqueuse en étaient la cause. Ils ont appelé cette substance "sécrétine" et ont inventé le terme d'"hormone" pour désigner les facteurs chimiques qui agissent de cette façon.
Joseph von Mering et Oskar Minkowski ont observé en 1889 que le retrait du pancréas conduit à une augmentation de la glycémie, suivi d'un coma et enfin de la mort, symptômes de diabète sucré. En 1922, Frederick Banting et son assistant Charles Best ont remarqué que l'homogénéisation d'un pancréas et l'administration par injection de l'extrait qui en dérive améliore au contraire l'état du sujet. La mystérieuse hormone responsable de cet effet, l'insuline, n'a été séquencée par Frederick Sanger qu'en 1953.
Les neurohormones ont été identifiés pour la première fois par Otto Loewi en 1921. Il a fait incuber le cœur d'une grenouille (innervé, avec son nerf vague) dans un bain d'eau salée, et a laissé reposer la solution pendant un certain temps. Un second cœur non innervé était ensuite introduit dans cette solution. Si le nerf vague du premier cœur était stimulé, l'activité inotrope (amplitude de battement) et chronotrope (fréquence cardiaque) était observable sur les deux cœurs. Si le nerf vague n'était pas stimulé, aucun des deux cœurs ne réagissait. L'effet pouvait être bloqué en utilisant de l'atropine, un inhibiteur connu de la stimulation du nerf vague. De toute évidence, quelque chose était sécrété par le nerf vague dans la solution saline et agissait sur les deux cœurs. Ce qui provoquait cet effet régulateur (myotropique) a été identifié plus tard: l'acétylcholine et la noradrénaline. Loewi a reçu un prix Nobel pour cette découverte.
Des travaux plus récents en endocrinologie se sont axés sur les mécanismes moléculaires responsables du déclenchement des effets produits par les hormones. Earl Sutherland a mené les premiers travaux sur ce sujet en 1962, pour savoir si les hormones pénètrent dans les cellules pour provoquer une action, ou si elles restent en dehors. Il a étudié la noradrénaline, qui agit sur le foie pour convertir le glycogène en glucose grâce à l'activation de l'enzyme phosphorylase. Il a homogénéisé le foie en deux fractions, l'une membranaire et l'autre soluble (le phosphorylase est soluble), puis il a ajouté de la noradrénaline à la fraction membranaire, en a extrait les produits solubles, et les a ajoutés à la première fraction soluble. Le phosphorylase s'est activé, ce qui indiquait que le récepteur à noradrénaline cible se trouvait sur la membrane cellulaire et non dans la cellule. Il a plus tard nommé ce composé "AMP cyclique" (AMPc). Cette découverte a provoqué la naissance du concept de médiation par un messager secondaire. Il a reçu également un prix Nobel.
À la fin du XXe siècle apparaissent des recherches sur les perturbateurs endocriniens, des molécules d'origine parfois naturelle mais le plus souvent artificielle — plastifiants, détergents, pesticides, médicaments, phénols, PCB, dioxines, agents ignifuges bromés, plomb, mercure, etc. — qui imitent ou altèrent le fonctionnement des hormones et qui peuvent avoir un effet néfaste sur la physiologie, le fonctionnement cognitif, et les capacités reproductives des espèces animales, y compris l'espèce humaine. Certains travaux montrent une augmentation récente et rapide de troubles d'origine endocrinienne liés au mode de vie et à la pollution de l'environnement,,.

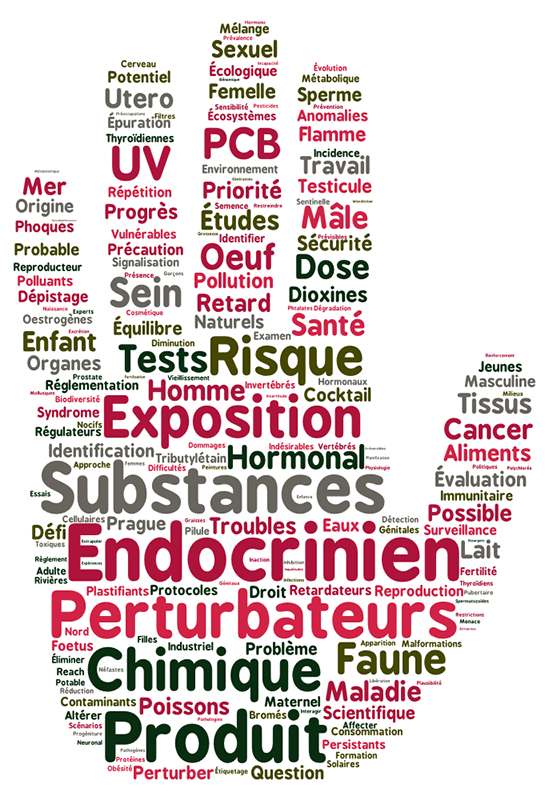
Perturbateurs endocriniens (Appel de Prague 2005)

## Organes endocriniens
- L'hypothalamus
- L'hypophyse
- L'épiphyse
- La thyroïde
- Les parathyroïdes
- Le thymus
- Le pancréas
- Les surrénales
- Les ovaires
- Les testicules

## Maladies endocriniennes
| - Hypothalamo-hypophysaires - insuffisance hypophysaire - panhypopituitarisme - diabète insipide - syndrome de Sheehan - syndrome de Kallmann - selle turcique vide - hypophysite - hypogonadismes hypogonadotropes - adénomes hypophysaires - acromégalie - maladie de Cushing - prolactinome - hyperprolactinémie - craniopharyngiome - Thyroïdiennes - hyperthyroïdies - hypothyroïdies - thyroïdites - goître thyroïdien - nodule thyroïdien - cancer de la thyroïde | - Parathyroïdiennes - hypoparathyroïdies - pseudohypoparathyroidies - hyperparathyroïdies - Pancréatiques - diabète sucré - hypoglycémie - Tumeurs neuro-endocrines du pancréas - Gonadiques - infertilités - troubles de la libido - syndrome des ovaires polykystiques (SOPK) - insuffisances ovariennes - aménorrhées - hyperandrogénies (virilisation et hirsutisme) - insuffisances testiculaires - dysfonction érectile - dysgénésies gonadiques - gynécomastie - testicules féminisants - anomalies de la différenciation sexuelle - pubertés précoces - retards pubertaires | - Surrénaliennes - hyperplasies congénitales des surrénales - incidentalomes surrénaliens - adénomes surrénaliens - phéochromocytome - corticosurrénalome malin - insuffisance surrénale - hyperaldostéronismes - syndrome de Cushing - maladie d'Addison - phéochromocytome - pseudohypoaldostéronisme - Autres - néoplasies endocriniennes multiples - polyendocrinopathies - syndrome de Turner - syndrome de Klinefelter - retard de croissance |

## Liste de journaux spécialisés en endocrinologie
Les revues scientifiques ci-dessous sont les principales revues spécialisées en endocrinologie clinique et fondamentale (en anglais) :
- Endocrinology
- Diabetes
- Journal of Clinical Endocrinology and Metabolism
- Molecular Endocrinology
- Journal of Neuroendocrinology
- Endocrine Reviews
- European Journal of Endocrinology